# آری لنوکس
کورتنی شاناد سالتر (متولد ۲۶ مارس ۱۹۹۱)، معروف به آری لنوکس، خواننده آر اند بی آمریکایی است.
کورتنی شاناد سالتر در ۲۶ مارس ۱۹۹۱ در واشینگتن دی سی در خانواده گلوریا سالتر و شین سالتر به دنیا آمد. او سالهای شکل‌گیری خود را در منطقه DMV گذراند و در دبیرستان ویلسون و مدرسه هنر دوک الینگتون تحصیل کرد. نام هنری او تحت تأثیر مری لنوکس، شخصیتی در اقتباس سینمایی باغ مخفی (۱۹۹۳) بود.

## آهنگ‌شناسی
- شی باتر عزیزم (۲۰۱۹)
- سن/جنس/مکان (۲۰۲۲)

## فیلم‌شناسی
| سال  | عنوان                        | نقش  | یادداشت                                      |
| ---- | ---------------------------- | ---- | -------------------------------------------- |
| ۲۰۱۹ | Dreamville Presents: Revenge | خودش | مستند                                        |
| ۲۰۲۱ | بازی                         | خودش | اپیزود: «حزب سفید. مردم سفید. دروغ‌های سفید.» |

## تورها
- تور کودک شی باتر (۲۰۱۹)
- تور سن/جنس/مکان (۲۰۲۳)
- ۴ تور فقط چشم شما (J. Cole) (2017)
- تور از آتلانتا شرقی با عشق (6LACK) (۲۰۱۸)
- چون من هم تو را دوست دارم تور (لیزو) (۲۰۱۹)
- تور نوستالژی (موج میله) (۲۰۲۳)